# بيرتا بيبينا
بيرتا بيبينا (بيرتا زياميلي سابقا) (28 أيلول/سبتمبر 1883-1942) هي معلمة لاتفية وصحفية وسياسية وناشطة في حقوق النساء. وكانت أول امرأة تُنتخب للعمل في البرلمان اللاتفي. نشطت في مجال حقوق النساء خلال فترة وجودها في مجلس مدينة ريغا والبرلمان، وناضلت من أجل سن قوانين وسياسات تعزز المساواة وحماية الأُسر.
رُحّلَت إلى سيبيريا بعدما احتلت القوات السوفيتية لاتفيا، وأُزيلت سيرة حياتها من الموسوعات وتوفيت في غولاغ (معتقل سيبيريا).

## النشأة
ولدت بيرتا زياميلي في 28 أيلول/سبتمبر عام 1883 في أبرشية كود في الإمبراطورية الروسية، فيما يعرف الآن باسم لاتفيا أحد دول البلطيق لليزا وجيكاب زياميليس. عمل والداها في مزرعة وأدارا نزلا. التحقت زياميلي بالمدرسة الإعدادية الخاصة بالفتيات، وهي مؤسسة تُدار من قبل الولاية في أبرشية ميسا، قبل أن تلتحق بمدرسة بيكيريس الثانوية للبنات في بوسكا، والتي تقدم للنساء أربع سنوات من التعليم الثانوي.

## المهنة
بدأت زياميلي التعليم في خاركيف (أوكرانيا الآن) في عام 1901. ثم درست في برلين تقنيات علاج النطق لمساعدة الأطفال ذوي الاحتياجات الخاصة تحت إشراف الدكتور ليبمان بين عامي 1904 و1908. ثم سافرت في العام التالي إلى سويسرا وروسيا لتوسيع معرفتها بالأنظمة التعليمية. وتزوجت زياميلي بعد عودتها إلى لاتفيا في عام 1910 من إرمانيس بي-بيش (1873-1927) وكان معقّب كتب وصحفي وناقد أدبي. وأنجب الزوجان ثلاث أطفال: ابنتان هما بيروتا ونورا، وابن هو يافيس.
بدأت مشاركة بي-بيّا الفعالة في القضايا الاجتماعية والسياسية عندما حصلت لاتفيا على استقلالها في عام 1918. وكانت واحدة من مؤسسي حزب الوسط الديموقراطي، وانتُخبت للعمل في لجنتها المركزية، وهي أول امرأة تُنتخب للعمل في الهيئة الحاكمة المركزية للحزب. وانتُخبت لعضوية مجلس ريغا في عام 1919، ومن ثم بدأت العمل على قضايا مياه الشرب العامة والاهتمامات التي تركز على النساء والأطفال. عُينت في لجنة التموين وتكلمت في مناسبات كثيرة عن قضايا المرأة. انضمت إلى الاتحاد الوطني للنساء اللاتفيات حوالي عام 1922 ومن ثم انضم الاتحاد إلى المجلس الدولي للمرأة (آي سي دبليو) في العام نفسه. أصبحت بي-بيّا رئيسة للاتحاد في عام 1925، ونظمت أعمالا خيرية كتأسيس روضة أطفال وتشغيل مكتبة وإنشاء مدارس الأحد وإقامة دورات تعليمية ودورات تطريز للنساء. كما قدمت المنظمة مشورة قانونية مجانية للنساء، واعتقدت أن ذلك جزء من الهدف التنظيمي لتوحيد النساء، وتعليمهن تربية أجيال ناجحة ومساعدتهن على تنمية روح وطنية.
ترأست بي-بّيا دائرة ريغا للمُعدمين بين عامي 1925 و1928، ثم عملت في لجنة ريغا لتدقيق الحسابات حيث راقبت المكاتب المحلية حتى عام 1931. ثم بدأت النشر في عام 1928، وكانت أولى أعمالها بعنوان (كيف أتحدث مع أطفالي عن الجنسانية) والتي أعدتها لمساعدة النساء في تعليم أطفالهن.
شاركت في تأسيس مجلس المنظمات النسائية في لاتفيا في عام 1930، وهي منظمة شاملة تهدف لتقدم المساواة الاجتماعية والسياسية للمرأة. عملت في مجلس وعُينت كرئيسة للمنظمة. ثم أصبحت أول امرأة تخدم في البرلمان في عام 1931 وكانت البرلمانية الوحيدة في الهيئة المكونة من 100 عضو خلال فترة ما بين الحربين العالميتين. وانتُخبت مندوبة لتمثل المركز الديمقراطي وشغلت منصب مساعد لرئيس لجنة الحكم الذاتي وسكرتيرة لجنة الالتماسات.
سعت بي-بيّا للحصول على الحماية القانونية للنساء والأسر. أثارت بي-بيّا ضجة في إبداء معارضتها عندما اقتُرح قانون يجبر النساء المتزوجات على التخلي عن وظيفتهن، مما أثار ازدراء كارليس أولمانيس. وعملت أيضا على قوانين لتوفير الدعم الحكومي للعائلات والفقراء، وكثيراً ما تعرضت للتهكم من قبل زملائها الذكور والصحافة عن المناصب التي تولتها.
شاركت في الوقت نفسه في مؤتمرات النساء الدولية، وحضرت «مؤتمرات المجلس الدولي للمراة في فيينا (عام 1930)، وستوكهولم (عام 1933)، وباريس (عام 1934)، ودوبروفنيك (عام 1936)»، واجتماعات النساء التي جرت في النمسا وهنغاريا وروسيا ودول أخرى. شاركت في تأسيس مجلة شهرية، لاتفيت (امرأة لاتفية) في عام 1934، وكان الغرض من المجلة هو تثقيف النساء حول القضايا المتعلقة بالأمة ومحاربة «الصور النمطية البطريركية» التي تمنع النساء من أن يُعاملوا بمساواة في المجتمع.
أنهت عملها في مجلس مدينة ريغا في عام 1934 وتخلت عن قيادتها لمجلس المنظمة الشاملة في عام 1935. ونشرت رواية «ابنة مالك النزل» عام 1935، وأصبحت في عام 1936 نائبة رئيس الآي سي دبليو. ظلت بيبينا ناشطة كصحفية عندما استلم النظام الفاشستي السلطة إلا أنها انسحبت من ميدان السياسة. [8] وعندما احتلت القوات السوفيتية لاتفيا في عام 1940، أصبحت بي-بيّا مستهدفة ورُحّلت إلى سيبيريا في عام 1941.

## الوفاة والإرث
توفيت بي-بيّا في معسكر عمل على نهر أوب في عام 1942. واعتبرت عدوة للدولة خلال الفترة السوفيتية، بعد عملها في البرلمان المستقل للاتفيا وحُذفت سيرتها الشخصية من الموسوعات. ومن ثم برزت أهميتها مجددا في التاريخ السياسي والحركة النسائية بعد أن استعادت لاتفيا استقلالها.